# Liste der Kulturdenkmale in Andisleben
In der Liste der Kulturdenkmale in Andisleben sind alle Kulturdenkmale der thüringischen Gemeinde Andisleben (Landkreis Sömmerda) und ihrer Ortsteile aufgelistet (Stand: 2006).

## Andisleben
Einzeldenkmale
| Bild                                    | Bezeichnung          | Lage                     | Datierung | Beschreibung                                                  | ID |
| --------------------------------------- | -------------------- | ------------------------ | --------- | ------------------------------------------------------------- | -- |
| weitere Bilder Fotos hochladen          | Dorfkirche           | (Karte)                  |           | Kirche mit Ausstattung und ehemaliger Friedhof mit Einfassung |    |
| Direkt Bild zu diesem Denkmal hochladen | Hofanlage            | Brückenstraße 27         |           |                                                               |    |
| Direkt Bild zu diesem Denkmal hochladen | Hofanlage            | Heinrich-Heine-Straße 65 |           |                                                               |    |
| Direkt Bild zu diesem Denkmal hochladen | ehemaliges Pfarrhaus | Kirchstraße 110          |           |                                                               |    |
| Direkt Bild zu diesem Denkmal hochladen | Hofanlage            | Kurze Wiesenstraße 71    |           |                                                               |    |
| Direkt Bild zu diesem Denkmal hochladen | Portal               | Lange Straße 84          |           |                                                               |    |
| Direkt Bild zu diesem Denkmal hochladen | Hofanlage            | Lange Straße 99          |           |                                                               |    |